# Co Verdaas
Johannes Cornelis (Co) Verdaas (Breda, 5 augustus 1966) is een Nederlands voormalig politicus, wetenschapper, dijkgraaf, bestuurder en muzikant. Hij is lid van de Partij van de Arbeid, was gedeputeerde in de provincie Gelderland en van 2003 tot en met 2006 lid van de Tweede Kamer. Van 5 november tot en met 6 december 2012 was Verdaas staatssecretaris van Economische Zaken in het kabinet-Rutte II. Hij is verder hoogleraar gebiedsontwikkeling aan de Technische Universiteit Delft. Verdaas is sinds 2023 de nationale Deltacommissaris.

## Opleiding en vroege loopbaan
Co Verdaas studeerde planologie aan de Katholieke Universiteit Nijmegen. In 1996 promoveerde hij aan deze universiteit. Vervolgens was Verdaas onder meer manager woondiensten van de woningcorporatie SWZ en werkte hij bij de gemeente Zwolle.

## Politiek
Verdaas was al op jeugdige leeftijd actief binnen de PvdA; hij maakte deel uit van de politieke vernieuwingsbeweging Niet Nix en was medecoördinator jongerenwerkgroep grote steden. Bij de Tweede Kamerverkiezingen 2003 werd hij net niet gekozen in het parlement maar kon toch aantreden omdat omdat een hogergeplaatste kandidaat van zijn benoeming afzag. In de Kamer hield Verdaas zich bezig met ruimtelijk beleid, luchtvaart en zee- en binnenvaart.
Bij de Tweede Kamerverkiezingen 2006 stond Verdaas te laag op de kandidatenlijst van zijn partij om herkozen te worden. Op 29 november 2006 nam hij afscheid van het parlement. Tijdens de Provinciale Statenverkiezingen op 2 maart 2011 was Verdaas lijsttrekker in Gelderland namens de PvdA en werd gekozen. Op 11 april 2007 werd hij benoemd tot gedeputeerde in die provincie, belast met ruimtelijke ordening.
Op 5 november 2012 werd Verdaas benoemd tot staatssecretaris van Economische Zaken in het kabinet-Rutte II. Op 6 december 2012 diende hij alweer zijn ontslag in. Hem was als gedeputeerde van Gelderland de maat genomen door PVV-Statenlid Marjolein Faber die hem betichtte van onjuiste onterechte reiskostendeclaraties voor woon-werkverkeer. Verdaas woonde in Zwolle maar moest in Gelderland gaan wonen toen hij daar provinciebestuurder werd. Hij kocht een pand in Nijmegen en ging daar op papier wonen., maar feitelijk verbleef hij vooral in Zwolle. Hij declareerde ritten tussen Arnhem, waar het Provinciehuis is gevestigd, en Nijmegen en reed naar Zwolle. Tegelijkertijd liet hij zich zeer regelmatig met de dienstauto tussen Arnhem en Zwolle vervoeren. De PVV in Gelderland probeerde deze kwestie op de kaart te zetten, maar kreeg daarvoor onvoldoende steun. Onder meer door een artikel in de Volkskrant kwam de kwestie na aantreden als staatssecretaris opnieuw onder de aandacht en trok Verdaas zelf de politieke consequentie. De PVV deed daarop aangifte maar het Openbaar Ministerie vond na onderzoek onvoldoende houvast voor strafrechtelijke vervolging omdat er geen zelfverrijking had plaatsgevonden.

## Bestuurder
Sinds 1 mei 2013 is hij directeur van het Centre for Development Innovation (CDI) in Wageningen. Van maart 2016 tot juni 2019 was Verdaas voorzitter van de Mijnraad. Vanaf augustus 2016 is hij tevens lid van de Raad voor de leefomgeving en infrastructuur. In mei 2018 werd hij deeltijdhoogleraar gebiedsontwikkeling aan de Technische Universiteit Delft. Op 28 maart 2019 werd Verdaas eveneens dijkgraaf in het waterschap Rivierenland. In december 2023 volgde hij Peter Glas op als Deltacommissaris, de regeringscommissaris die toeziet op de uitvoering van het Deltaprogramma.

## Hobby
Verdaas is zanger en gitarist in de rock-'n-rollband John-Boy & The Waltons, een coverband die in Nederlandse clubs en op partijen optreedt en ook wel daarbuiten.